# Aeroportul La Tuque
Aeroportul La Tuque (IATA: YLQ, ICAO: CYLQ) este un aeroport din La Tuque⁠(d), La Tuque⁠(d), Mauricie⁠(d), Provincia Québec, Canada ce deservește zona La Tuque⁠(d). Aeroportul a fost tranzitat în 2019 de 0 pasageri. A fost numit după zona deservită.
Situat la o altitudine de 167 m, aeroportul dispune de o singură pistă.